# التمويه (فلم)
التمويه هو فيلم كوميدي إنتاج2001 من بطولة ليزلي نيلسن

## القصة
في فيلم «كاموفلاج» مارتي ماكنزي ممثل فاشل، لكنه لديه شغف بعمل المخبرين، حتى أنه يعمل مع المخبر الخاص جاك بوتر الذي على وشك التقاعد بسبب قضية خاصة بجريمة قتل لرجل أعمال غني كانت على وشك أن تحدث، ليكتشف مارتي أن عمل المخبرين ليس بالسهولة التي كان يتصورها.

## وصلات خارجية
- مقالات تستعمل روابط فنية بلا صلة مع ويكي بيانات